# Jasienica Dolna
Jasienica Dolna est une localité polonaise de la voïvodie d'Opole et du powiat de Nysa.